# Uetikon am See
Uetikon am See (bis 1977 amtlich nur Uetikon; zürichdeutsch Üedike, Üetike) ist eine politische Gemeinde im Kanton Zürich, Schweiz. Sie liegt am oberen rechten Zürichseeufer im Bezirk Meilen.

## Geographie
Uetikon am See liegt südöstlich des Bezirkshauptorts Meilen am Zürichsee an der sogenannten Goldküste, am Südhang des Pfannenstiels. Die Fläche beträgt 349 ha, davon dienen 47 % der Landwirtschaft, 29 % sind Siedlungsgebiet, 17 % Wald und 7 % Verkehrsanlagen.

## Geschichte
Die erste urkundliche Erwähnung Uetikons datiert aus dem Jahre 1150 (Uetinchova). Uetikon gehörte im Mittelalter zur Herrschaft Wädenswil. Die Freiherren von Wädenswil traten die Herrschaft und die Gerichtsbarkeit über das Dorf am rechten Seeufer im Jahre 1287 an den Johanniterorden ab. 1408 gelang es Uetikon, sich von der Leibeigenschaft der Johanniter loszukaufen.
Im Jahre 1549 wurde die Herrschaft Wädenswil von der Stadt Zürich käuflich erworben. Von da an bis 1798 bildete Uetikon einen Bestandteil der Landvogtei Wädenswil. Hauptsächlichster Grundbesitzer war seit jeher das Grossmünsterstift in Zürich. Die Helvetik hob die jahrhundertealte Verbindung Uetikons mit Wädenswil auf und teilte die Gemeinde dem Distrikt Meilen zu. Während der Mediation gehörte sie zum linksufrigen Bezirk Horgen, seit 1814 wieder zum rechtsufrigen Oberamt (heute Bezirk) Meilen.
Üetikon ist eine frühere Schreibweise des Ortsnamens.
Um der steigenden Bevölkerungszahl und dementsprechend der wachsenden Schülerzahl zu begegnen, wurden fünf Schulhäuser gebaut: Die Schulhäuser Kirchbühl, Weissenrain, Rossweid, Riedwies (seit 2002), Mitte (seit 2006).

## Politik
Bei den Nationalratswahlen 2023 betrugen die Wähleranteile in Uetikon am See:
SVP 29,70 % (−0,22), FDP 18,84 % (−0,86), SP 16,35 % (+3,43), glp 12,96 % (−0,92), Mitte 8,74 % (+2,39), Grüne 7,73 % (−3,30), EVP 1,94 % (−0,97), EDU 1,18 (−0,26).

## Wappen

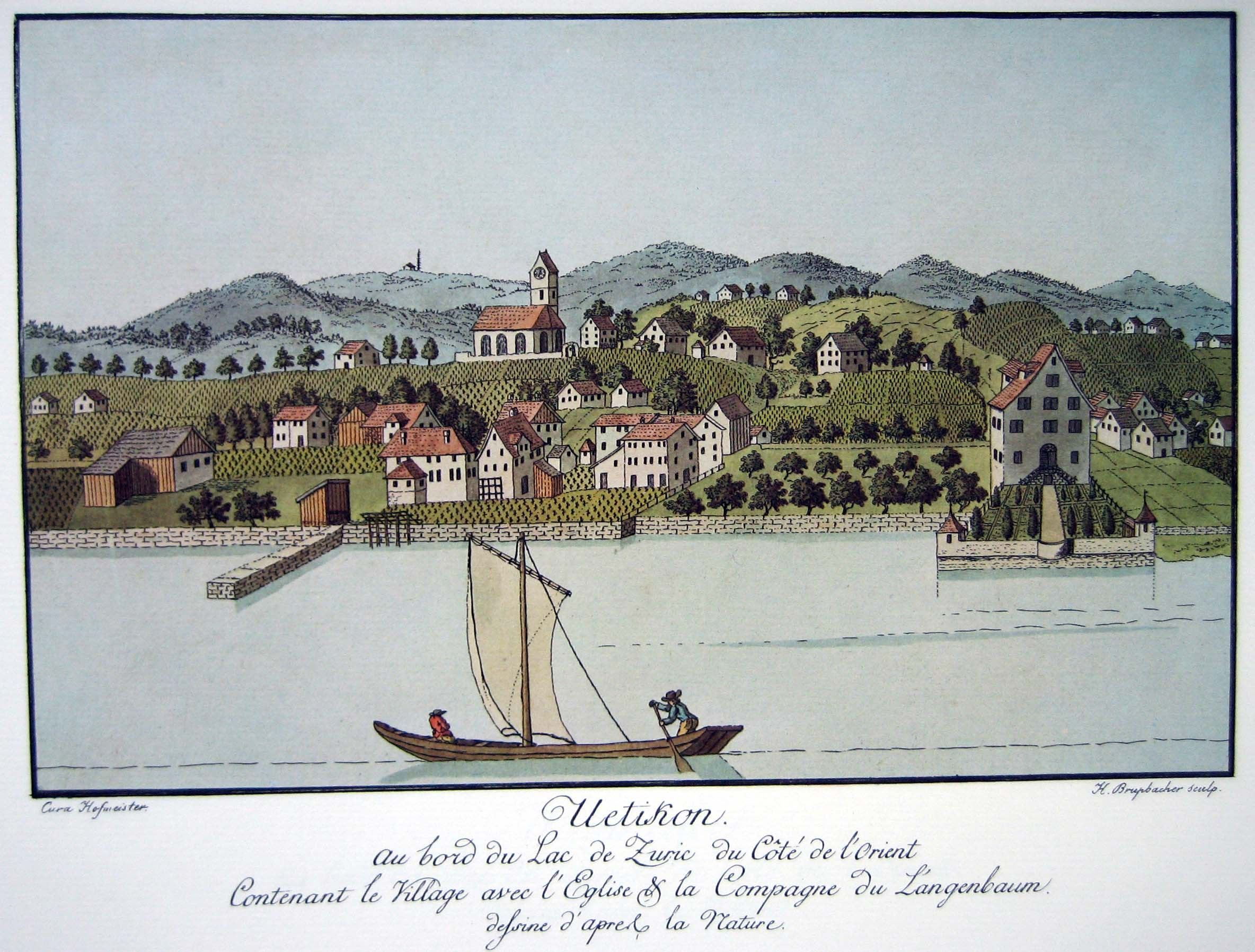
Uetikon 1794, auf einem Stich von Heinrich Brupbacher

Blasonierung
In Silber eine ausgerissene Tanne mit grünem Wipfel und erhöhtem rotem Stamm, pfahlweise überlegt mit einem schwarzen Ring und zwei ineinander geschobenen schwarzen lateinischen V.
Die Tanne soll den Ortsteil Langenbaum symbolisieren, das doppelte V auf die Ortsteile Klein- und Grossdorf hindeuten, und der Kreis verbindet diese zwei Ortsteile zu einem.
Die älteste Quelle für das Wappen von Uetikon am See datiert einer Glocke, die 1684 gegossen und 1860 wieder eingeschmolzen wurde, doch haben sich in einem Wappenbuch von 1743 und im Taufbuch der Gemeinde aus dem Jahr 1777 Darstellungen und Skizzen erhalten. Die heutige Version wurde am 24. Mai 1935 festgelegt.

## Bevölkerung
| Jahr          | 1634 | 1850 | 1900 | 1950 | 1990 | 2004 | 2015 |
| Einwohnerzahl | 382  | 1121 | 1365 | 2521 | 4026 | 5440 | 5981 |

Der Ausländeranteil beträgt 18,4 %.

## Bildungseinrichtungen

### Primarschule
Mit der Staatsverfassung vom 20. März 1831 wurden unter anderem auch die Weichen für eine Reform des Schulwesens gestellt. Das Gesetz über das gesamte Bildungssystem vom 28. September 1832 trennte die Schule von der Kirche. Bis 1901 war der Pfarrer wegen seines Amtes Schulleiter. Seitdem steht das Präsidium jedem Wähler offen. Bis 1885 unterrichteten zwei Lehrer an der Primarschule in Uetikon. Die Gemeinde hatte danach eine dritte Lehrperson, 1900 eine vierte und 1910 eine fünfte angestellt. Diese Situation hielt bis nach dem Zweiten Weltkrieg an. Der rasche Anstieg der Schülerzahlen hatte zur Eröffnung neuer Klassen geführt. Die sechste Lehrerstelle wurde 1952 geschaffen, die siebte 1955, die achte 1959, die neunte 1969, die zehnte 1975 und die zwölfte 1976. Zu Beginn des Schuljahres 1983/84 unterrichteten 13 Lehrerinnen und Lehrer 246 Schülerinnen und Schüler an der Primarschule Uetikon. Als die Zahl der Klassen zunahm, musste die Gemeinde Uetikon neue Klassenräume bauen, da die Infrastruktur der Schulgebäude nicht mehr ausreichte. In den 1990er Jahren erweiterten Investitionen von der Gemeinde die Schuleinrichtungen. 2001 wurde das grösste öffentliche Bauprojekt in Uetikon, das Schulhaus Riedwies, fertiggestellt. Das Schulhaus Mitte wurde in einer Rekordzeit von 14 Monaten zwischen Mai 2004 und Juli 2005 gebaut.
Die Unterstufe Uetikon zählt im Schuljahr 2020/21 acht Klassen und 26 Lehrpersonen. Der Unterricht findet in den Klassenzimmern des Schulhauses Mitte statt.

### Sekundarschule
Im September 1833 wurde durch den damaligen Grossen Rat (Kantonsrat) das Gesetz betreffend die höheren Volksschulen erlassen. Dieses sah für Uetikon, Oetwil und Männedorf einen Sekundarschulkreis vor. Die am 18. November 1833 gewählte 13-köpfige Sekundarschulpflege bezeichnete am 11. April 1834 Männedorf als Schulort. Der erste Jahreskurs begann am 15. Juni 1835 bei Lehrer Johann Jakob Bär im Männedörfler Zentralschulhaus. Die Schülerzahlen verteilten sich zu rund 70 % auf Männedorf, 20 % Uetikon und 10 % Oetwil. Das Schulgeld wurde mit Gesetz vom 22. Dezember 1872 abgeschafft. Anfang September 1875 konnte östlich des Zentralschulhauses das (alte) Sekundarschulhaus Männedorf bezogen werden. 1876 wurde eine zweite und 1898 eine dritte Klasse eröffnet, nachdem die lange bei 40 liegende Schülerzahl auf 90 angestiegen war.
Nachdem in Uetikon ein Gemeindehaus mit Schulräumen erstellt worden war, beantragte 1905 die Schulpflege Uetikon, dass Uetikon von der Kreissekundarschule Männedorf-Uetikon-Oetwil getrennt werde, was per 30. April 1908 geschah. Seither hat das Dorf eine eigene Sekundarschule.

### Kantonsschule

Auf der Wiese links des Wohlfahrtshauses (Café Riedsteg) steht die provisorische Mittelschule. (Aufnahme vom 31. Juli 1957)

Um die einseitigen Pendlerströme in die Stadt zu verringern, wurden Standorte für eine Kantonsschule im oberen Bezirk Meilen gesucht. In die engere Auswahl kamen Beugen (Meilen), die Chemische Fabrik Uetikon und der Seidenhof in Stäfa. Am 19. September 2016 bewilligte der Kantonsrat die Kantonsschule Uetikon am See. Da der Standort auf dem Areal der bisherigen Chemischen Fabrik erst ab ca. 2030 verfügbar ist, wurde auf der Riedstegwiese im Dorfzentrum 2017 ein Provisorium aus zwei Modulbauten erstellt. Die Kantonsschule Uetikon nahm den Betrieb am 20. August 2018 auf.

### Bibliothek im Wohlfahrtshaus
Vor 1920 (genauere Daten zu den früheren Bibliotheken sind nicht bekannt, da es kaum Hinweise und Gründungsdokumente dazu gibt) war im Pfarrhaus eine kleine Bibliothek eingerichtet und die Chemische Fabrik Uetikon stellte in einem Lesezimmer ihren Mitarbeitern eine Handbibliothek zur Verfügung.
Im Jahre 1920 initiierte die «Stiftung Wohlfahrtshaus Uetikon», eine 1919 gegründete Stiftung der Familie Schnorf Z. Fabrik, die Errichtung einer grösseren Bibliothek. Die Stiftung wollte der Bevölkerung damit eine sinnvolle Freizeitbeschäftigung anbieten. Weil die Arbeiten zügig angepackt wurden, konnte die Bibliothek noch im selben Jahr, am 6. Dezember im Sonnenhof eröffnet werden. Am 30. März 1930 zog die Bibliothek in das Wohlfahrtshaus, heute unter dem Namen Haus zum Riedsteg bekannt. Anlässlich des 150-jährigen Firmenjubiläums der chemischen Fabrik veranlasste die Wohlfahrtshausstiftung im Jahr 1968 eine grundlegende Renovation und Erneuerung des Hauses. Die Fabrik trug sämtliche Umbaukosten. Die Bibliothek musste mit ihren 1600 Büchern in ein Provisorium im Grossdorf, in die ehemalige Bäckerei Gisler, umziehen.

## Sehenswürdigkeiten

### Reformierte Kirche
Die Reformierte Kirche Uetikon am See wurde 1682 errichtet.

### Kirche St. Franziskus

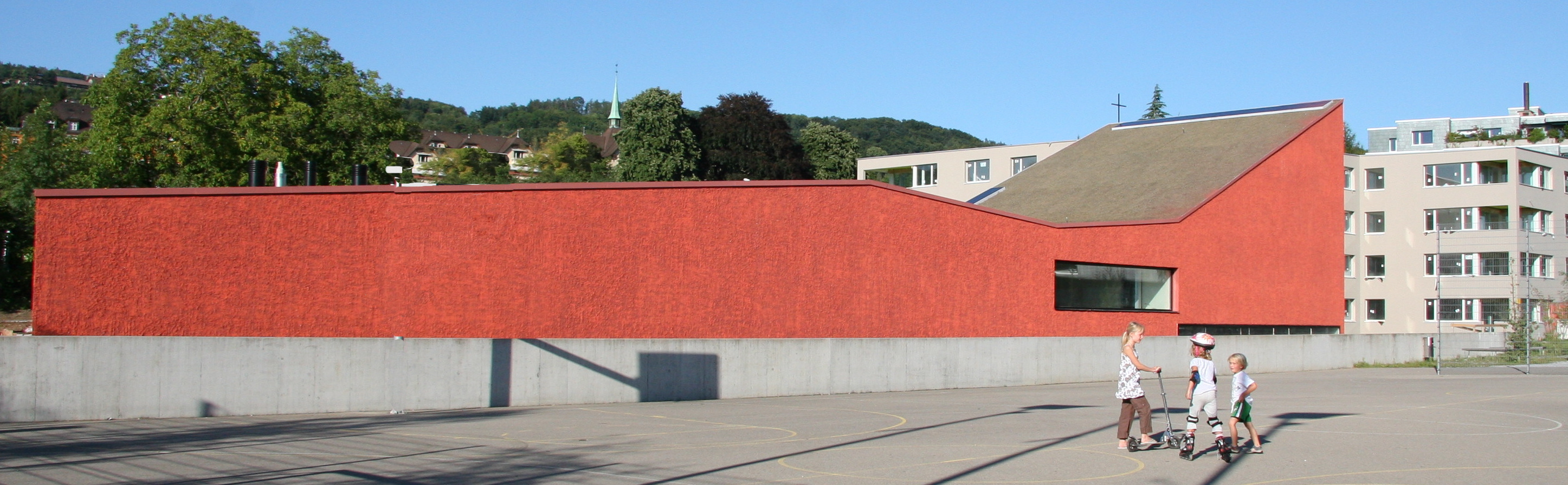
Kirche St. Franziskus

Die katholische Pfarrei baute 2007/2008 die neue Kirche St. Franziskus nach langjährigen Provisorien im Saale des Restaurants Baumgarten und einer Konsum-Baracke. Im Jahr 2004 gewannen Daniele Marques, Judit Làszlò und Daniel Ciccardini aus Luzern einen Projektwettbewerb. Das Gebäude nimmt die klassischen Formen eines Klosters mit Kirche, Wohn- und Arbeitsräumen auf, die um Kreuzgängen nachempfundene Innenhöfe gruppiert sind. Formensprache und Farbgebung jedoch sind diejenige des 21. Jahrhunderts.
Ein harter Schnitt ist der Eintritt vom farbigen Hof in die schneeweisse Kirche. Kühn und steil öffnet sich das Kirchenschiff nach oben. Von dort flutet Licht in der ganzen Raumbreite zu den symbolischen Orten der Präsenz Christi: Kreuz, Tabernakel, Altar, Ambo und Taufstein. Was auf den ersten Blick kühl und abweisend wirken kann, führt den Blick des Betrachters auf die wesentlichen Elemente im Raum. Die Kirche wurde mit dem „Architekturpreis Farbe – Struktur – Oberfläche 2010“ ausgezeichnet, in der Best Architects Buchreihe vorgestellt und dort mit „Gold“ bewertet.

### Schwarze Madonna
In einer Nische nahe dem Eingang der römisch-katholischen Kirche steht eine afrikanische Madonna. Sie ist ein Geschenk der evangelisch-reformierten Kirchgemeinde Uetikon und stammt aus der Schnitzerschule in Dreifontain in Simbabwe. Ausser Gläubigen aus dem Dorf zieht sie auch Pilger aus der weiteren Umgebung an.

### Uetiker Museum
Im Jahre 2001 wurde das Ortsmuseum gegründet und 2002 eröffnet. Es beschäftigt sich mit der Geschichte und der Entwicklung der Gemeinde. Jährlich beherbergt es ein bis zwei Sonderausstellungen zur Industrialisierung und kulturellen Entwicklung der Gemeinde und wird so zu einem Kompetenzzentrum von Uetikon. Diese Ausstellungen werden ehrenamtlich erarbeitet. Der Bestand wird laufend erweitert und mit Dokumenten, Fotos, Filmen, Büchern usw. ergänzt. In einem Leistungsauftrag verpflichten sich die Mitglieder des Vereins Uetiker Museum gegenüber der Gemeinde, das Archiv der Geschichte des Dorfes zu betreuen und der Bevölkerung zugänglich zu machen.

### Aussichtsturm Pfannenstiel (Gemeinde Egg ZH)
Die oberste Plattform des Aussichtsturms ist mit einem Alpenzeiger ausgestattet, der es ermöglicht, die Namen der Gipfel im Panorama auszumachen.

## Wirtschaft

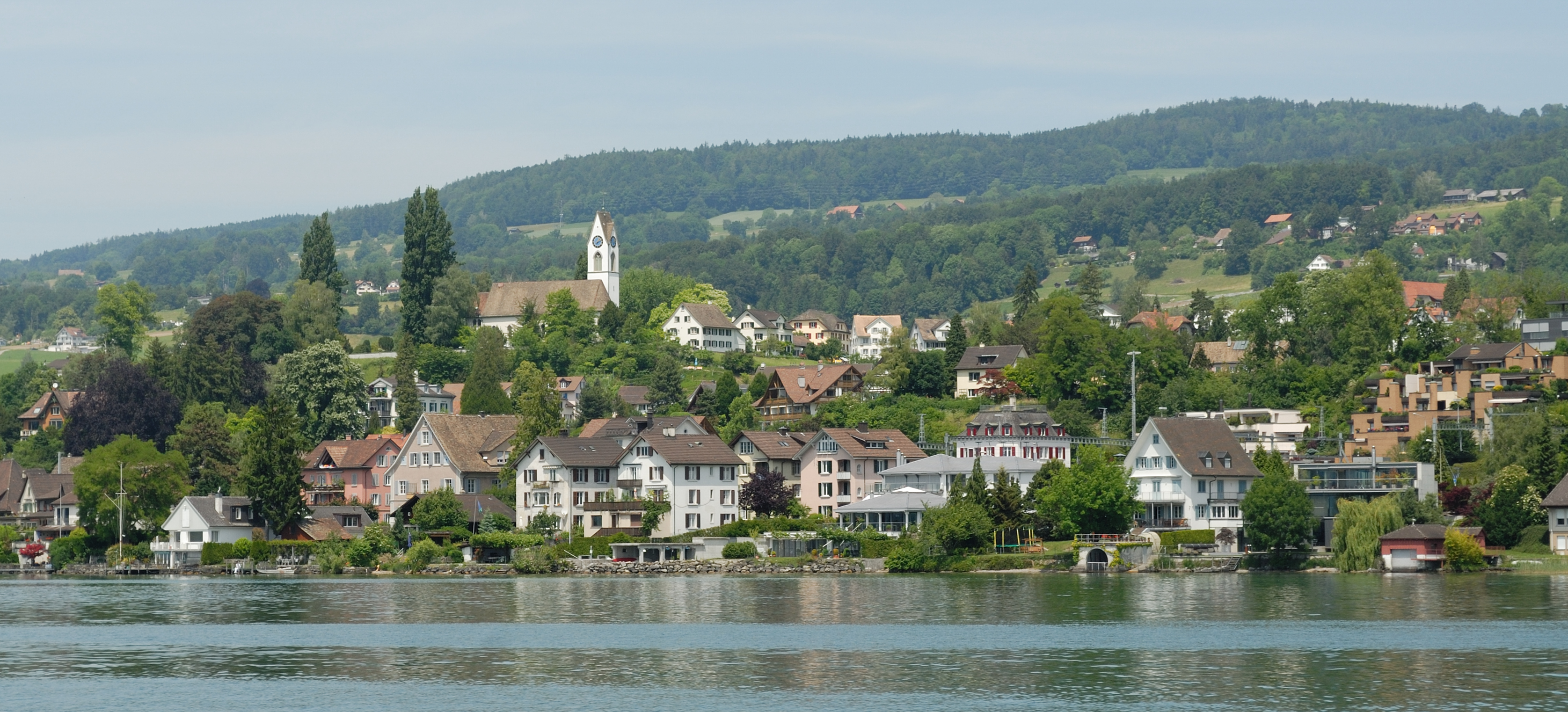
Blick vom Zürichsee

Das Seeufer wird stark geprägt durch die CU Chemie Uetikon. Diese wollte einen grossen Teil ihres Areals durch eine Wohnsiedlung mit Seeanstoss und Seeweg überbauen. Das Projekt wurde von verschiedenen politischen Gruppierungen bekämpft. Am 26. März stellten sich die Stimmbürger gegen den Gemeinderat, der das Projekt unterstützte.
Am 22. März 2016 informierten CPH Chemie + Papier Holding AG (ehemals CU Chemie Uetikon), die Gemeinde Uetikon und der Regierungsrat Zürich in übereinstimmenden Mitteilungen darüber, dass der Kanton Zürich das Gelände der CPH Chemie + Papier Holding AG kaufen werde, um auf einem Teil des Grundstücks eine kantonale Mittelschule zu errichten, die den Bedarf an zusätzlichen Ausbildungsplätzen am rechten Ufer des Zürichsees decken soll. Die Chemikalienproduktion wird voraussichtlich bis 2018 eingestellt bzw. an andere Standorte verlagert. Für die Kantonsschule wird allerdings nur knapp die Hälfte des bisherigen Industrieareals benötigt. Der Kanton hat daher der Gemeinde Uetikon ein Miteigentum von 50 % verkauft. Gemeinsam wird die Bebauung des Grundstücks ausgearbeitet, wobei auf der gemeindeeigenen Fläche eine Mischbebauung bzw. Mischnutzung (Industrie, Gewerbe, Dienstleistung, in geringerem Umfang auch Wohnen und Erholung) gemäss kantonalem Richtplan realisiert werden soll. Ein zentraler Bestandteil der Planungen ist, für die Gemeinde einen direkten Seezugang zu schaffen und auch den Seeuferweg auf einer Länge von knapp einem Kilometer zu realisieren. Aufgrund der chemischen Tätigkeit ist der Untergrund des Fabrikareals sowie der nahe Gewässerbereich belastet mit Schadstoffen. Das Areal soll nun (2025) komplett neu überbaut werden (Schulbauten, Luxuswohnungen etc.). Ob die Schadstoffsanierung ausreichend vorgenommen wird, wird vielerseits angezweifelt.

## Infrastruktur

### Bahnverkehr
Ab 1903 lag Uetikon an der Wetzikon-Meilen-Bahn. 1950 wurde der Betrieb eingestellt. Heute erinnert in Uetikon noch die Tramstrasse und das Bahnhofsgebäude an die ehemalige Bahn.
Die rechtsufrige Zürichseebahn (Zürich–Meilen–Rapperswil) gilt als Vorläuferin der S-Bahn Zürich. In den 1960er-Jahren erhielt sie eigens vom Kanton Zürich finanzierte RABDe 12/12-Triebzüge («Mirage») und den sogenannten «starren Fahrplan», heute Taktfahrplan. Auf der Linie wurden als Vorläufer der S-Bahn ab 1968 der Halbstundentakt und die Selbstkontrolle getestet und rund 25 Jahre später auf den gesamtschweizerischen Regionalverkehr ausgedehnt. Mitten durch das Areal des Bahnhof Uetikon verläuft die Gemeindegrenze zu Männedorf. Das Hauptgebäude und die Telefonkabine stehen auf Uetiker Gebiet, der Kiosk und die Esswarenautomaten in Männedorf. Ein Kuriosum: Die Adresse des Restaurants Bahnhof in Uetikon lautet Alte Landstr. 1 in Männedorf.
Folgende Linien der S-Bahn Zürich verkehren vom Bahnhof Uetikon:
- S 6 Baden – Regensdorf-Watt – Zürich HB – Uetikon
- S 7 Winterthur – Kloten – Zürich HB – Meilen – Rapperswil
- SN7 Bassersdorf – Kloten – Zürich HB – Meilen – Stäfa

### Busverkehr
Es existieren folgende Buslinien, die durch die Verkehrsbetriebe Zürichsee und Oberland (VZO) bedient werden:
- 925 Bahnhof Stäfa – Bahnhof Männedorf – Uetikon – Bahnhof Meilen
- 931 Bahnhof Uetikon – Bergheim
- 932 Bahnhof Uetikon – Stötzli

### Schiffverkehr
Am Anlegeplatz Uetikon halten die Schiffe der Zürichsee-Schiffahrtsgesellschaft auf der Linie Zürich Bürkliplatz – Rapperswil.

### Strassen
Parallel zur Hauptstrasse 17, Rapperswil-Zürich, der Seestrasse, folgt durch Uetikon die Alte Landstrasse dem Seeufer. Etwas höher gelegen verbindet in gleicher Lage die Tramstrasse das Klein- mit dem Grossdorf und verknüpft mit ihren Verlängerungen mit den Nachbarn Männedorf im Osten und Meilen im Westen.
Rechtwinklig dazu zweigt auf die Seite des Pfannenstiels die Verbindung ins Zürcher Oberland nach Oetwil am See und Esslingen-Egg ZH ab.

### Abwasser
Das Uetiker Abwasser wird in der ARA Rorguet, Meilen zusammen mit den Abwässern von Meilen und Herrliberg gereinigt.

## Persönlichkeiten
Hier geboren
- Jakob Steiger (1833–1903), Textilunternehmer und Stifter
- Marie Walter-Hüni (1872–1949), Gewerkschafterin und Frauenrechtlerin
- Fritz Krebs (1914–1995), Maler und Grafiker
- Hans Meier (* 1933), Lehrer und Politiker
- Ruedi Seiler (* 1939), mathematischer Physiker und Hochschullehrer
- Jessy Moravec (* 1990), Schauspielerin
- Sina Frei (* 1997), Radsportlerin
- Nina Wettstein (* 1999), Ruderin

Mit Bezug zur Gemeinde
- Luigi Lucheni (1873–1910), Mörder von Kaiserin Elisabeth, der u. a. in Uetikon am See als Strassenarbeiter arbeitete
- Jakob Lutz (1903–1998), Psychiater, Pionier der europäischen Kinder- und Jugendpsychiatrie, verstarb in Uetikon am See
- Max Frisch (1911–1991) und Ingeborg Bachmann (1926–1973), lebten von 1959 bis 1963 in Uetikon am See[31]
- Edi Bär (1913–2008), Volksmusiker, arbeitete in der chemischen Fabrik
- Peter Rüfenacht (* 1932), Illustrator und Autor, 2022 Ausstellung im Uetiker Museum[32][33]
- Franz Hohler (* 1943), lebte von 1970 bis 1978 in Uetikon am See
- Rudolf Meyer (* 1943), Organist, Komponist und Hochschullehrer, arbeitete in Uetikon am See
- Oliver Thalmann (* 1975), Kriminal-Schriftsteller aus Uetikon am See
- Andreas Caminada (* 1977), Koch, war Küchenchef im Restaurant Wiesengrund bei Hanspeter Hussong